# Isnik Alimi
Isnik Alimi   (Delogoždi, 2 de febrer de 1994) és un futbolista professional que juga de migcampista central al Sepsi OSK de la Lliga I romanesa. Ex internacional de Macedònia sub-19, va jugar amb albània sub-21 en un parell d'amistosos abans de tornar a jugar amb l'equip nacional de Macedònia del Nord el 2023.

## Carrera de club

### Carrera inicial - FK Ohrid
Nascut a Delogoždi (albanès: Dollogozhda), un poble amb seu al municipi de Struga, Alimi va començar la seva carrera juvenil als 7 anys amb l'FK Vlaznimi Struga de Macedònia. El 2010 es va traslladar al FK Ohrid i el 2011 va ascendir al primer equip. El 30 de juliol de 2011, Alimi va debutar amb el primer equip com a substitut en lloc d'Aleksandar Dalčeski a l'inici de la segona part del partit que va acabar amb una derrota per 2-0 a casa contra el FK Renova pel campionat de la Primera Lliga de Macedònia.

### Chievo
El 2013, es va traslladar a l'estranger per primera vegada unint-se al Chievo de la Serie A. Va estar durant un any amb l'equip Primavera.
Amb l'equip Primvaera va guanyar la Superlliga italiana, va marcar un gol a la Juventus en el primer partit, també va marcar el gol contra la Fiorentina a les semifinals, va ajudar a portar el seu equip a guanyar el campionat perquè Isnik Alimi va ser el capità de l'equip i jugador clau. Va tenir 21 partits i 10 gols amb l'equip Primavera.

### Préstec a Lumezzane
El 6 d'agost de 2014, la Lega Pro Prima Divisione equip Lumezzane, va anunciar que havia fitxat Alimi del Chievo en mode de préstec.
Va fer el seu primer debut professional el 31 d'agost de 2014, jugant com a titular en el partit inaugural de la Lega Pro contra el Pordenone, i va acabar amb la victòria net per 2-0.
Va acabar la seva primera meitat de la temporada amb Lumezzane amb 12 aparicions, 8 com a titular i 4 com a suplent.
Alimi va marcar el seu primer gol amb el Lumezzane en el partit inaugural de l'any 2015 contra el Novara vàlid per a la 19a setmana de partit, jugat el 6 de gener i va acabar amb la victòria fora de casa per 1–3, on Alimi va marcar el segon gol per 0–2. Al minut 45 al final de la primera part.
Alimi va concloure la temporada 2014-15 amb un total de 27 aparicions, d'on 21 a la línia inicial, van marcar 2 gols i van oferir 3 assistències.
Atalanta

### Atalanta
Després d'un any cedit al Lumezzane, Alimi va tornar al Chievo, però el 26 de juny de 2015 va signar amb l'equip de la Sèrie A, l'Atalanta B.C. un contracte de 4 anys.

### Préstec a Maceratese
El dia de tancament de la finestra de trasllats d'estiu del 2015, Alimi va ser cedit a la Lega Pro acabat d'ascendir, l'S.S. Maceratese 1922.

### Préstec a Vicenza
L'estiu del 2017, Alimi va ser cedit per tercera vegada a la Lega Pro a Vicenza.

### Préstec a Imolese
El 9 d'agost de 2019, es va unir al club Serie C Imolese amb un préstec durant tota la temporada.

### Préstec a Šibenik
El 18 de setembre de 2020, Alimi es va unir al club HNK Šibenik de la Primera Lliga de Futbol de Croàcia amb un préstec durant tota la temporada.

### Gabala
El 30 de juliol de 2021, Alimi va signar un contracte d'un any amb Gabala.

## Carrera internacional

### Albània
Després d'haver jugat a Macedònia sub-19, Alimi va ser convocat per la selecció de futbol sub-21 de Macedònia per al partit amistós contra Israel el 13 d'agost de 2014, però va rebutjar la invitació perquè volia jugar a Albània a nivell internacional a causa de la seva ètnia. El 24 de setembre de 2014 es van iniciar els tràmits per donar-li el passaport albanès per poder jugar amb Albània a nivell internacional. Va rebre la seva primera convocatòria per Albània per Skënder Gega, l'entrenador de la selecció de futbol sub-21 d'Albània per al partit amistos contra Romania sub-21 el 8 d'octubre de 2014.
Va debutar amb l'Albània sub-21 en el partit amistós contra Romania sub-21 el 8 d'octubre de 2014 jugant com a titular en una derrota per 3-1, on va començar el primer intent del seu equip al gol de al minut 11 corrent des del mig del camp. I disparant tan bon punt s'ha acostat a l'àrea dels 16 metres, un xut que va ser llançat pel porter de Romania sub-21 en el llançament de córner.
Alimi va ser convocat per primera vegada per participar en un partit competitiu, el partit inaugural de la classificació per al Campionat d'Europa sub-21 de la UEFA 2017 contra Liechtenstein sub-21 el 28 de març de 2015, no obstant això, Alimi no va poder jugar en aquest partit perquè no era elegible. per l'absència dels documents corresponents.